# Hugo Sotil
Hugo Alejandro Sotil Yerén (Ica, 8 mei 1949 – Lima, 30 december 2024) was een profvoetballer uit Peru. Hij speelde in de jaren zeventig van de twintigste eeuw als aanvaller bij onder andere bij Deportivo Municipal, Alianza Lima en FC Barcelona. De bijnaam van Sotil was El Cholo.

## Clubcarrière
Sotil begon als profvoetballer in 1968 bij Deportivo Municipal. In 1970 vertrok hij naar topclub Alianza Lima. In 1973 werd Sotil als de eerste buitenlander in vele jaren gecontracteerd door FC Barcelona. Een jaar later volgde een tweede buitenlander, Johan Cruijff. Sotil en Cruijff hadden beiden een belangrijk aandeel in de Spaanse titel van 1974. Sotil speelde uiteindelijk drie seizoenen bij FC Barcelona. In 111 wedstrijden maakt hij 33 doelpunten. In 1976 keerde Sotil terug bij Alianza Lima en met deze club won hij in 1977 en 1978 de landstitel. In 1978 beëindigde Sotil zijn carrière als profvoetballer. Hij werd later technisch directeur bij zijn oude club Deportivo Municipal.

## Interlandcarrière
Sotil debuteerde in het nationale elftal van Peru in 1969. In 1975 won de aanvaller met zijn land de Copa América. In de finale tegen Colombia maakte hij het enige doelpunt. Bovendien was Sotil er namens Peru bij op het WK 1970 in Mexico en het WK 1978 in Argentinië.
Sotil overleed op 30 december 2024 op 75-jarige leeftijd.